# アレックス・ウォントン
アレックス・ウォントン（Alex Woonton、1988年2月27日 - ）は、ニュージーランドオークランド出身のラグビーユニオン選手。

## プロフィール
- ポジションはプロップ(PR)。
- 身長 184cm、体重 120kg
- ニックネームはwootz。

## 略歴
パパトート高校、オークランド大学、ノースハーバーを経て、2016年、リコーブラックラムズに加入。同年8月27日に行われたジャパンラグビートップリーグ第1節のNECグリーンロケッツ戦に先発出場で日本での公式戦初出場を果たす。
2018年5月にはサンウルブズの2018年スコッドに追加招集された。
2019年、リコーブラックラムズを退団した。